# 约翰·哈里斯·哈比森
约翰·哈里斯·哈比森（英語：John Harris Harbison，1938年12月20日—），又译哈滨逊，是生于新泽西州的美国当代作曲家，其歌剧和合唱作品在当代乐坛上有一定的重要性。哈比森的父母都从事音乐工作，他五岁的时候已经能够即兴演奏钢琴曲，十二岁的时候自组了一个爵士乐队。在哈佛大学毕业的同时，哈滨逊获得了普林斯顿大学颁发的美术硕士学位。从1984年起，哈滨逊先后在麻省理工学院、波士顿大学、杜克大学等处任教。
作为一个出色的作曲家，哈比森的音乐创作十分丰富，其风格明晰而富于逻辑性，同时他也是位诗人，歌剧《了不起的盖茨比》中很多经典的台词就出自他手。哈比森的许多作品均获得了很高的评誉，其中清唱剧《飞入埃及》“The Flight into Egypt”为他赢得了1987年的普利策音樂奖，1989年凭借他的钢琴协奏曲获得林肯中心的弗瑞德海姆“Friedheim”一等奖，1998年赢得年度黑兹“Heinz”奖金（表彰那些对艺术和人类做出重大贡献的人，每年有五个名额），2000年获得哈佛大学艺术勋章，2002年获得美国作曲家协会颁发的卓越作曲家奖。
另外，作为指挥家的哈比森带领过许多交响乐团和室内乐团。1990年-1992年，哈比森担任了圣保罗室内管弦乐队，演出了从蒙特威爾第至今的作品；1991年，在欧加尔音乐节上，哈比森担任了苏格兰室内管弦乐队的指挥；2003年的演出季节，哈比森将担任西雅图交响乐团的客席指挥。此外，哈比森曾担任过指挥的乐团还有：洛杉矶爱乐乐团，波士顿交响乐团及亨德尔-海顿协会等。

## 代表作品一览
- 歌剧
  - 冬季传说（Winter's Tale ，原1974年，改编版1991年）
  - 三月的满月（Full Moon in March ，1977年）
  - 《了不起的盖茨比》（1999年）
- 管弦乐
  - 钢琴协奏曲（Concerto for Piano，1978年）
  - 尤利西斯（Ulysses，1983年）
  - 飞入埃及（The Flight into Egypt，1986年）
  - 第二交响曲（Symphony No.2，1987年）
  - 中提琴协奏曲（Concerto for Viola，1988年）
  - 第三交响曲（Symphony No.3，1991年）
  - 双簧管协奏曲（Concerto for Oboe，1991年）
  - 長笛协奏曲（Concerto for Flute，1993年）
  - e小调华尔兹-巴萨卡利亚舞曲（Waltz-Passacaglia, in e minor，1996年）
  - 赞美诗四首（Four Psalms，委托自以色列驻芝加哥领事馆为庆祝以色列建国50周年，1999年）
  - 变奏曲（Partita，2001年）
- 室内乐
  - 两个世界之间（Between Two Worlds，1991年）
  - 六个美国画家（Six American Painters，2000年）
  - 北与南（North and South，2001年）
- 声乐作品
  - 歌五首，对威廉姆布莱克的诗的体验（Five Songs of Experience on Poems of William Blake ，1971年）
  - 飞入埃及（The Flight into Egypt，1986年）
  - 赞美诗四首（Four Psalms，1999年）
  - “我记得很久以前”（"I remember long ago" 选自了不起的盖茨比，2000年)
  - 我们并没有因为自己生活（We do not live to ourselves，2002年)
- 独奏曲
  - 一份无字的信（On an Unwritten Letter，2000年)
  - 第二奏鸣曲（Sonata No. 2，2003年)